# Lijst van voetbalinterlands Botswana - Zuid-Soedan (vrouwen)
Deze lijst van voetbalinterlands is een overzicht van alle officiële voetbalinterlands tussen de nationale vrouwenteams van Botswana en Zuid-Soedan. De landen hebben tot nu toe één keer tegen elkaar gespeeld. 

## Wedstrijden
| № | Plaats         | Datum             | Competitie                       | Wedstrijd              | Uitslag |
| - | -------------- | ----------------- | -------------------------------- | ---------------------- | ------- |
| 1 | Port Elizabeth | 29 september 2021 | COSAFA Women's Championship 2021 | Botswana − Zuid-Soedan | 7 − 0   |

## Samenvatting
| Competitie                  | Totaal gespeeld | Winst Botswana | Gelijk | Winst Zuid-Soedan | Doelsaldo Botswana – Zuid-Soedan |
| --------------------------- | --------------- | -------------- | ------ | ----------------- | -------------------------------- |
| COSAFA Women's Championship | 1               | 1              | 0      | 0                 | 7 − 0                            |
| Totaal                      | 1               | 1              | 0      | 0                 | 7 − 0                            |